# NGC 6167
NGC 6167 је расејано звездано јато у сазвежђу Угломер које се налази на NGC листи објеката дубоког неба.
Деклинација објекта је - 49° 46' 19" а ректасцензија 16h 34m 34,9s. Привидна величина (магнитуда) објекта NGC 6167 износи 6,7. NGC 6167 је још познат и под ознакама OCL 971, ESO 226-SC16.